# Out for Blood
Albums de Lita Ford
Dancin' on the Edge
(1984)
Out For Blood est le premier album de Lita Ford, paru en 1983 sur le label Mercury Records. 

## Titres
| No  | Titre                                | Crédit(s)                    | Durée |
| --- | ------------------------------------ | ---------------------------- | ----- |
| 1.  | Out for Blood                        | Lita Ford, Neil Merryweather | 2:56  |
| 2.  | Stay With Me Baby                    | Lita Ford                    | 4:31  |
| 3.  | Just a Feeling                       | Lita Ford                    | 4:41  |
| 4.  | Ready, Willing and Able              | Lita Ford, Neil Merryweather | 2:25  |
| 5.  | Die for Me Only (Black Widow)        | Lita Ford, Neil Merryweather | 3:05  |
| 6.  | Rock 'N Roll Made Me What I Am Today | Pete Heimlich                | 2:53  |
| 7.  | If You Can't Live With It            | Lita Ford                    | 2:20  |
| 8.  | On The Run                           | Lita Ford, Neil Merryweather | 2:20  |
| 9.  | Any Way That You Want Me (•)         | Chip Taylor                  | 3:36  |
| 10. | I Can't Stand It                     | Lita Ford                    | 3:28  |